# Jenny Thunnissen
Jenny Thunnissen-Tonneman (Groningen, 2 april 1952 – Leiderdorp, 4 juli 2025) was een Nederlands ambtenaar. Zij was directeur-generaal bij de Belastingdienst en vervolgens tot 2015 inspecteur-generaal bij de Inspectie Leefomgeving en Transport, onderdeel van het ministerie van Infrastructuur en Milieu.
Jenny Thunnissen werd geboren als dochter van een ingenieur van de voormalige ontginningsmaatschappij Grontmij. Thunnissen studeerde burgerlijk recht aan de Universiteit Leiden en na haar afstuderen in 1975 volgde ze een postdoctorale opleiding fiscaal recht. In 1977-1978 was zij korte tijd werkzaam bij de Inspectie der Directe Belastingen te Rijswijk en  vanaf januari 1979 in wisselende posities bij het Directoraat-Generaal Belastingdienst van het ministerie van Financiën. 
In januari 1994 benoemde men haar tot plaatsvervangend directeur van de Directie Planning, Financiën en Control (PFC) van het Directoraat-Generaal Belastingdienst van het Ministerie van Financiën en in augustus 1995 tot directeur van PFC. Thunnissen werd in 1998 aangesteld als plaatsvervangend directeur-generaal Belastingdienst. 
Op 1 mei 2000 werd Thunnissen benoemd tot directeur-generaal bij de Belastingdienst. Uit deze functie werd zij in 2008 ontheven omdat haar positie, door problemen bij de Belastingdienst met het ICT-systeem voor de huur- en zorgtoeslag, onhoudbaar was geworden. 
Met ingang van 1 mei 2008 volgde een benoeming tot inspecteur-generaal Verkeer en Waterstaat. Omdat de IWW- en de VROM-inspectie per 1 januari 2012 samengevoegd waren werd Thunnissen met ingang van 1 januari 2012 benoemd tot inspecteur-generaal van de Inspectie Leefomgeving en Transport. 
Ze werd benoemd tot Overheidsmanager van het jaar 2002 voor haar manier van leidinggeven, maar haar aanzien kantelde door problemen met automatisering en omdat niet iedereen achter haar wijze van leidinggeven stond. 
Thunnissen kwam in 2008 in opspraak wegens een nevenfunctie (lid van de Raad van Toezicht) van de Reinier de Graafgroep in Delft, waar de btw werd omzeild. In 2015 kwam ze wederom in opspraak, ditmaal als gevolg van het debacle rond de Fyra. Dat was in haar functie als hoogste ambtenaar bij de Inspectie Leefomgeving en Transport, waar ze in oktober 2015 vertrok. Zij werd niet ontslagen en bleef actief binnen de Algemene Bestuursdienst als buitengewoon adviseur.
In 2018 speelde Thunnissen een rol bij de ontwikkelingen rondom de "Tijdelijke wet taakverwaarlozing Sint Eustatius" waarbij de eilandsraad van Sint Eustatius was ontbonden en het eilandsbestuur van zijn functies ontheven. Zij werd door Den Haag naar Sint Eustatius gestuurd om deskundige bijstand te verlenen, maar het lokale bestuur was daar niet van gediend.
Thunnissen was lid van de PvdA en twintig jaar voorzitter van deze partij in Leiderdorp. Haar echtgenoot Ramon was aldaar gedurende enige tijd fractievoorzitter van dezelfde partij. Het echtpaar had drie kinderen. 
Thunnissen overleed op 4 juli 2025 op 73-jarige leeftijd.